# 이헌 (당)
당 양제 이헌(唐 讓帝 李憲, 679년 ~ 742년 1월 15일(음력 741년 11월 24일))은 당나라의 황자이자 추존 황제이다. 본명은 성기(成器)이다.

## 생애
첫 봉작은 영평군왕(永平郡王)이었다가 아버지 당 예종이 황제로 등극하면서 황태자가 되었다. 그러나 아버지 당 예종이 할머니 측천무후에 의해 폐위당하고 황자가 되면서 그도 황손으로 강등되었다.
693년 수춘군왕에 봉해지고, 705년 백부 당 중종이 복위되자 채왕(蔡王)이 되었다. 710년 송왕(宋王)으로 개봉되었다가 그 해 동생 이융기(훗날의 현종)가 정변을 일으켜 부왕 예종을 복위시키자 태자의 물망에 올랐으나 동생 이융기에게 태자 자리를 양보했다.
717년 현종의 생모 소성황후 두씨의 존호를 피해 이름을 성기에서 헌(憲)으로 개명하고, 그해 녕왕에 봉해졌다. 742년 1월 15일 병으로 죽자, 현종은 3일간 철조(撤朝)하였고 이후 양황제(讓皇帝)로 추존하였다.

## 가족 관계

### 후비
- 공황후(恭皇后) 원씨(元氏, ? ~ 740년)
- 위정범(韋貞范)

### 황자
1. 여양군왕(汝陽郡王) 이진(李璡, ? ~ 750년)
2. 제음군왕(濟陰郡王) 이사장(李嗣莊, 704년 ~ 721년)
3. 사녕왕(嗣寧王) 이림(李琳, ? ~ 757년)
4. 사신왕(嗣申王) 이숙(李璹)
5. 동안군왕(同安郡王) 이순(李珣, ? ~ 737년)
6. 한중선왕(漢中宣王) 이우(李瑀)
7. 창오군개국공(蒼梧郡開國公) 이분(李玢)
8. 진창군개국공(晉昌郡開國公) 이정(李珽)
9. 위군개국공(魏郡開國公) 이관(李琯)
10. 문안군개국공(文安郡開國公) 이최(李璀)
11. 회녕군왕(懷寧郡王) 이사영(李嗣英)

### 황녀
1. 안길현주(安吉縣主)
2. 금산공주(金山公主)

1. ↑  국상(國喪)을 당했을 때 조회(朝會)를 중단하던 일